# Philonotis
Philonotis es un género de musgos
```
de la familia 
Bartramiaceae
. Comprende 452 especies descritas y de estas, solo 246 aceptadas.
[
1
]
```

## Taxonomía
El género fue descrito por Samuel Élisée von Bridel y publicado en Bryologia Universa 2: 15–28, pl. 6, f. 5. 1827.  La especie tipo es: Philonotis fontana (Hedw.) Brid. 

## Especies aceptadas
A continuación se brinda un listado de las especies del género Philonotis aceptadas hasta diciembre de 2014, ordenadas alfabéticamente. Para cada una se indica el nombre binomial seguido del autor, abreviado según las convenciones y usos.	
| - Philonotis acicularis - Philonotis acutissima - Philonotis africana - Philonotis amblystegioides - Philonotis ampliretis - Philonotis andina - Philonotis angulata - Philonotis angusta - Philonotis angustifolia - Philonotis arbusculacea - Philonotis aristifolia - Philonotis arnellii - Philonotis asperrima - Philonotis austrofalcata - Philonotis baginsensis - Philonotis bernoullii - Philonotis boliviensis - Philonotis brevicuspis - Philonotis buckii - Philonotis byssiformis - Philonotis caespitosa - Philonotis calcarea - Philonotis caldensis - Philonotis calomicra - Philonotis capillaris - Philonotis capillata - Philonotis cernua - Philonotis clavicaulis - Philonotis conostomoides - Philonotis coreensis - Philonotis corticata - Philonotis crenatula - Philonotis curvata - Philonotis curvula - Philonotis dicranellacea - Philonotis dregeana - Philonotis elegantula - Philonotis elongata - Philonotis esquelensis - Philonotis eurydictyon - Philonotis evanescens - Philonotis falcata - Philonotis filiformis - Philonotis filiramea - Philonotis flaccidifolia - Philonotis flavinervis - Philonotis flexipes - Philonotis fontana - Philonotis fontanella - Philonotis fontanoides - Philonotis fragilicaulis - Philonotis fragilicuspis - Philonotis fugacissima - Philonotis gardneri - Philonotis gemmascens - Philonotis glabrata - Philonotis glaucescens - Philonotis glomerata - Philonotis gourdonii - Philonotis gracilenta - Philonotis gracilescens - Philonotis gracillima - Philonotis guyabayana - Philonotis hansenii - Philonotis hastata - Philonotis hawaica - Philonotis heleniana - Philonotis helenica - Philonotis hermannii - Philonotis huallagensis - Philonotis humilis - Philonotis incrassata - Philonotis jungneri - Philonotis krausei - Philonotis laeviuscula - Philonotis lancifolia - Philonotis laxitexta - Philonotis leptocarpa - Philonotis lignicola - Philonotis litorea - Philonotis longiseta - Philonotis macrocarpa - Philonotis macrodictya - Philonotis macroglobus - Philonotis marangensis - Philonotis marchica | - Philonotis mauritiana - Philonotis mbelabiensis - Philonotis mercieri - Philonotis microthamnia - Philonotis minutifolia - Philonotis mniobryoides - Philonotis mollis - Philonotis moritziana - Philonotis muhlenbergii - Philonotis myriocarpa - Philonotis nanothecia - Philonotis nanothecioidea - Philonotis niam-niamiae - Philonotis nigricans - Philonotis nigroflava - Philonotis operta - Philonotis osculatiana - Philonotis pallida - Philonotis papillarioides - Philonotis papillatomarginata - Philonotis pechuelii - Philonotis pellucidiretis - Philonotis penicillata - Philonotis perconferta - Philonotis pergracilis - Philonotis perigonialis - Philonotis perlaxifolia - Philonotis perpusilla - Philonotis perrieri - Philonotis pilifera - Philonotis plana - Philonotis platensis - Philonotis platyneura - Philonotis polymorpha - Philonotis pomangium - Philonotis pseudomollis - Philonotis pugionifolia - Philonotis pumila - Philonotis pungens - Philonotis pygmaeola - Philonotis pyriformis - Philonotis rificuspis - Philonotis rigida - Philonotis rufiflora - Philonotis runcinata - Philonotis ruwenzorensis - Philonotis scabrifolia - Philonotis schroederi - Philonotis secunda - Philonotis seriata - Philonotis sharpiana - Philonotis sikkimensis - Philonotis simplicissima - Philonotis slateri - Philonotis soulii - Philonotis sparsifolia - Philonotis speirophylla - Philonotis sphaerocarpa - Philonotis spiralis - Philonotis spongiosa - Philonotis striata - Philonotis striatula - Philonotis strictiuscula - Philonotis strictula - Philonotis submarchica - Philonotis subolescens - Philonotis subrigida - Philonotis subsimplex - Philonotis subsphaericarpa - Philonotis tenuis - Philonotis thwaitesii - Philonotis tjibodensis - Philonotis tomentella - Philonotis tortifolia - Philonotis trachyphylla - Philonotis trichodonta - Philonotis trichophylla - Philonotis tricolor - Philonotis turneriana - Philonotis uncinata - Philonotis usambarica - Philonotis vagans - Philonotis vanderystii - Philonotis vescoana - Philonotis yezoana |